# Joachim Borneff

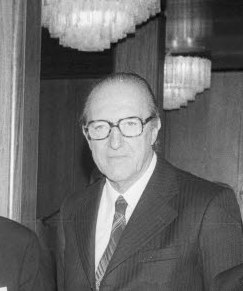
Joachim Borneff bei der Verleihung des Rudolf-Schülke-Preis (1976)

Joachim Otto Borneff (* 2. Oktober 1920 in Coburg; † 19. März 2001 in Mainz) war ein deutscher Hygieniker.

## Leben
Joachim Borneffs Eltern waren der Sparkassenleiter Hugo Borneff und Frieda Borneff, geborene Berndsen. 1927 bis 1931 besuchte er die Grundschule, 1931 bis 1939 die Oberrealschule in Coburg. Im Wintersemester 1939/1940 nahm er das Studium der Medizin an der Friedrich-Alexander-Universität Erlangen-Nürnberg auf, das er aber bereits 1940 wieder für den Arbeits- und Kriegsdienst unterbrechen musste. Vom Wintersemester 1942/1943 bis zum Wintersemester 1944/1945 führte er es an der Julius-Maximilians-Universität Würzburg und im Wintersemester 1945/1946 wieder in Erlangen fort. Am 6. Juli 1946 erlangte er das Medizinische Staatsexamen.
Am 10. Januar 1947 wurde er zum dr. med. promoviert; seine Dissertation trug den Titel „Untersuchungen und Betrachtungen über das Krankheitsbild der perniciösen Anaemie anhand der Fälle der Würzburger Klinik“. Ab dem 1. Februar 1947 arbeitete er als Assistent am Pathologischen Institut in Erlangen; am 16. Juli 1948 wechselte er an die Königlich Bayerische Bakteriologische Untersuchungsanstalt ebenda. 1949 kehrte er an die Universität zurück und erhielt ab dem 1. März eine Stelle als Wissenschaftlicher Assistent am Institut für Medizinische Hygiene, auf der er bis 1961 tätig war. Am 26. Januar 1956 habilitierte er sich mit einer Arbeit mit dem Titel „Über die biologische Wirksamkeit optischer Strahlung unter besonderer Berücksichtigung des Leuchtstoffröhrenlichtes“ für die Fächer Hygiene und Bakteriologie und erhielt am 25. April eine Stelle als Privatdozent in Erlangen. Seit 1946 war er mit Margarete Sieges verheiratet und hatte mit ihr zwei Kinder.
Am 1. April 1961 wurde er als Nachfolger von Heinrich Kliewe Professor für Hygiene und Bakteriologie sowie Direktor des Hygiene-Instituts an der Johannes Gutenberg-Universität Mainz und behielt diesen Posten bis zu seiner Emeritierung am 31. März 1989. Im Amtsjahr 1966–1967 amtierte er als Dekan der Medizinischen Fakultät. Borneff war Präsident der Rudolf-Schülke-Stiftung und Vorsitzender des Arbeitskreises für Hygiene und Sauberkeit. Daneben war er Mitglied der Sektion Hydrogeologie der Deutschen Gesellschaft für Geologie und des Deutschen Vereins für das Gas- und Wasserfach.

## Ehrungen
- Dr.-Ludwig-Gerhard-Preis der Oberfrankenstiftung (1960)
- Hans-Klenk-Preis (1975 und 1988)
- Rudolf-Schülke-Preis der Rudolf-Schülke-Stiftung (1976)
- Franz-Rödler-Preis (1979)
- Bunsen-Pettenkofer-Ehrentafel des Deutschen Vereins für das Gas- und Wasserfach (1990)
- Verdienstkreuz 1. Klasse vom Verdienstorden der Bundesrepublik Deutschland („Bundesverdienstkreuz“) (1991)
- Hygiene-Preis der Rudolf-Schülke-Stiftung (1993)

## Veröffentlichungen
- Untersuchungen und Betrachtungen über das Krankheitsbild der perniciösen Anaemie an Hand der Fälle der Würzburger Klinik. O. O. 1946.
- Untersuchungen über die biologische Wirksamkeit der Leuchtstoffröhren-Strahlung am Menschen. Urban & Schwarzenberg, München 1955.
- Über die biologische Wirksamkeit optischer Strahlung unter besonderer Berücksichtigung des Leuchtstoffröhrenlichtes. Urban & Schwarzenberg, München/Berlin 1955.
- mit Marianne Borneff: Hygiene. Ein Leitfaden für Studenten und Ärzte. Thieme, Stuttgart 1971, ISBN 3-13-467901-9. 2. Auflage, ebd. 1974, ISBN 3-13-467902-7. 3. Auflage, ebd. 1977, ISBN 3-13-467903-5. 4. Auflage, ebd. 1982, ISBN 3-13-467904-3. 5. Auflage, ebd. 1991, ISBN 3-13-467905-1. Taschenbuch-Ausgabe, Deutscher Taschenbuch-Verlag, München 1971.
  - Italienische Übersetzung: Igiene. Una guida per studenti e medici. Übersetzt von Mariano Cefalù. Casa Editrice Ambrosiana, Mailand 1975.
- als Hrsg.: Arbeitsmedizin in Vorlesungen (= Uni-Taschenbücher. Band 44). Schattauer, Stuttgart/New York 1973, ISBN 3-7945-0249-3.
- Die Verunreinigung von Grund- und Oberflächenwasser durch organische Substanzen des Luftaerosols (= Schriftenreihe der Vereinigung Deutscher Gewässerschutz e.V. Nummer 32). Vereinigung Deutscher Gewässerschutz, Bonn 1973.
- Hygiene von Schulen, Sportstätten, Kindergärten. Auswahl-Bibliographie 1963–1974. Hrsg. vom Arbeits- und Forschungskreis Hygiene und Sauberkeit. Thieme, Stuttgart 1976, ISBN 3-13-547501-8.
- als Mitverfasser: Richtlinien für die Prüfung und Bewertung chemischer Desinfektionsverfahren. Sonderabdruck, Fischer, Stuttgart/New York 1981, ISBN 3-437-10716-X.
- als Mitverfasser: Richtlinie für die Prüfung und Bewertung von Hände-Dekontaminationspräparaten. Sonderabdruck, Fischer, Stuttgart/New York 1986, ISBN 3-437-11106-X.